# Llista de peixos del riu Magdalena
Aquesta llista de peixos del riu Magdalena -incompleta- inclou 120 espècies de peixos que es habiten el riu Magdalena, a Colòmbia, ordenades per l'ordre alfabètic de llur nom científic.
| Índex A B C D E F G H I J K L M N O P Q R S T U V W X Y Z |

## A

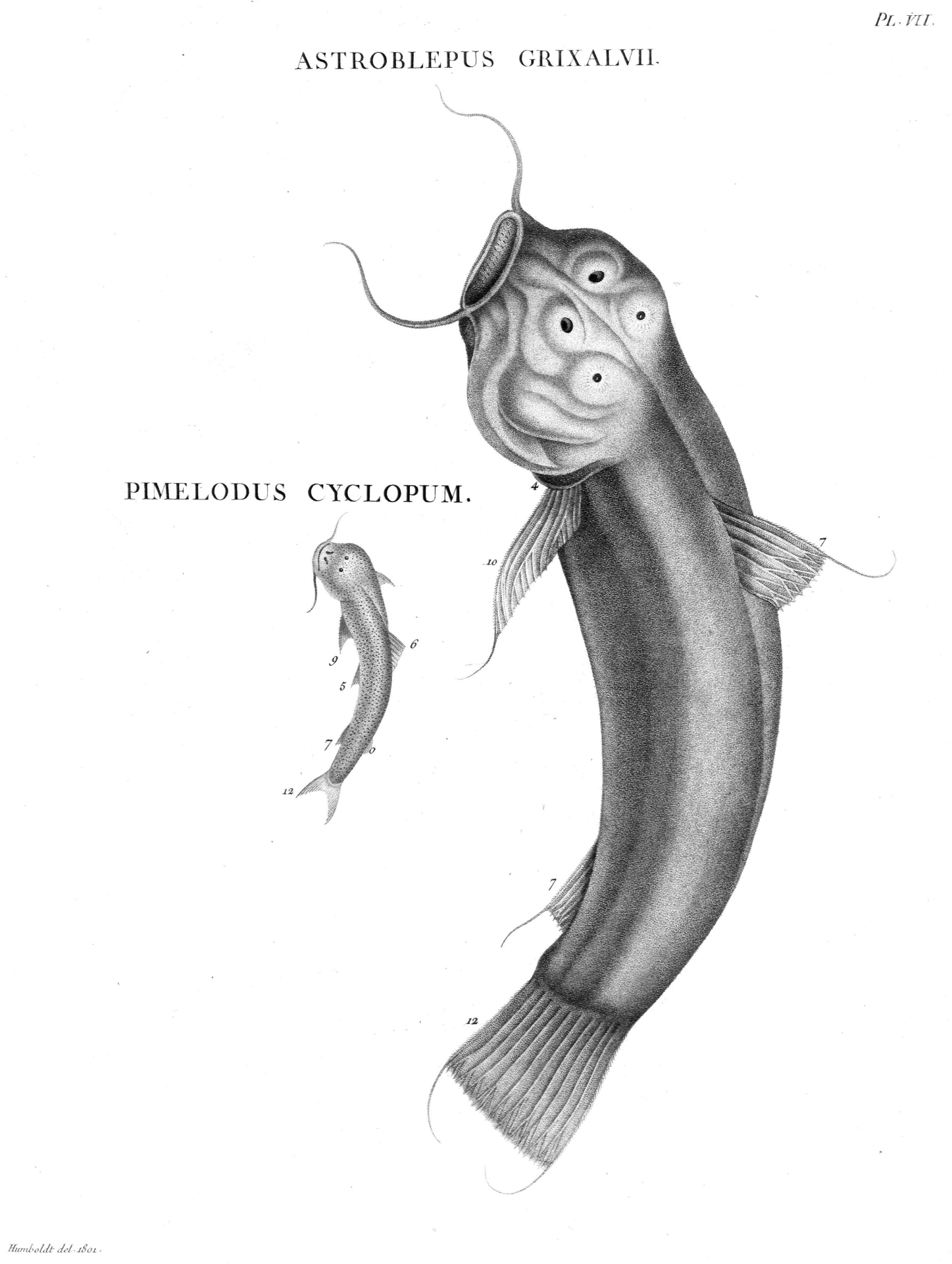
Astroblepus grixalvii

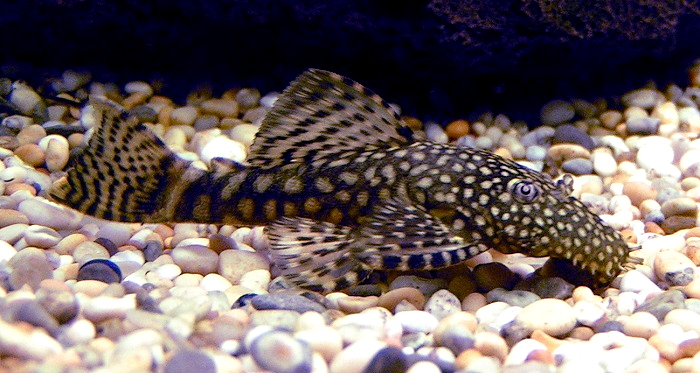
Ancistrus triradiatus

- Abramites eques
- Acestrocephalus anomalus
- Aequidens latifrons
- Aequidens pulcher
- Ancistrus triradiatus
- Apteronotus magdalenensis
- Apteronotus mariae
- Apteronotus rostratus
- Argopleura magdalenensis
- Ariopsis bonillai
- Astroblepus grixalvii
- Astroblepus homodon
- Astroblepus nicefori
- Astroblepus santanderensis
- Astyanax fasciatus
- Astyanax filiferus
- Astyanax gisleni
- Astyanax magdalenae
- Astyanax orthodus
- Awaous flavus

## B
- Brachyhypopomus occidentalis
- Brycon labiatus
- Brycon moorei
- Brycon rubricauda
- Bryconamericus caucanus
- Bryconamericus foncensis
- Bryconamericus plutarcoi
- Bryconamericus tolimae
- Bunocephalus colombianus

## C

Colossoma macropomum

- Callichthys oibaensis
- Caquetaia kraussii
- Caquetaia umbrifera
- Cathorops mapale
- Centrochir crocodili
- Cetopsis othonops
- Cetopsorhamdia boquillae
- Cetopsorhamdia molinae
- Cetopsorhamdia nasus
- Chaetostoma brevilabiatum
- Chaetostoma fischeri
- Chaetostoma milesi
- Chaetostoma thomsoni
- Colossoma macropomum
- Creagrutus affinis
- Creagrutus magdalenae
- Creagrutus nigrostigmatus
- Crossoloricaria cephalaspis
- Ctenolucius hujeta
- Curimata mivartii
- Cynopotamus magdalenae
- Cyphocharax magdalenae

## D
- Dasyloricaria filamentosa
- Dasyloricaria seminuda
- Dolichancistrus carnegiei
- Dupouyichthys sapito[1]

## E

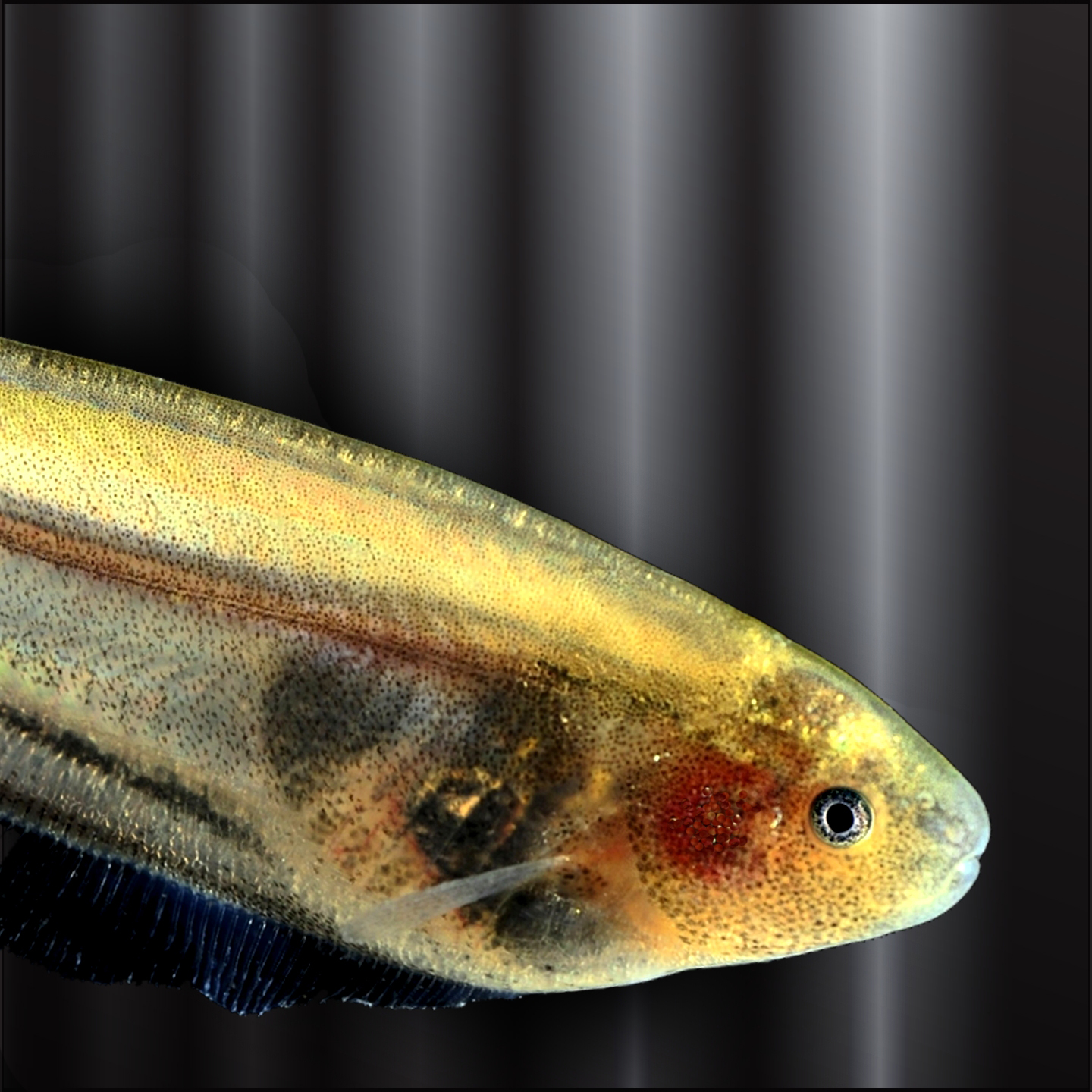
Eigenmannia virescens

- Eigenmannia virescens

## G

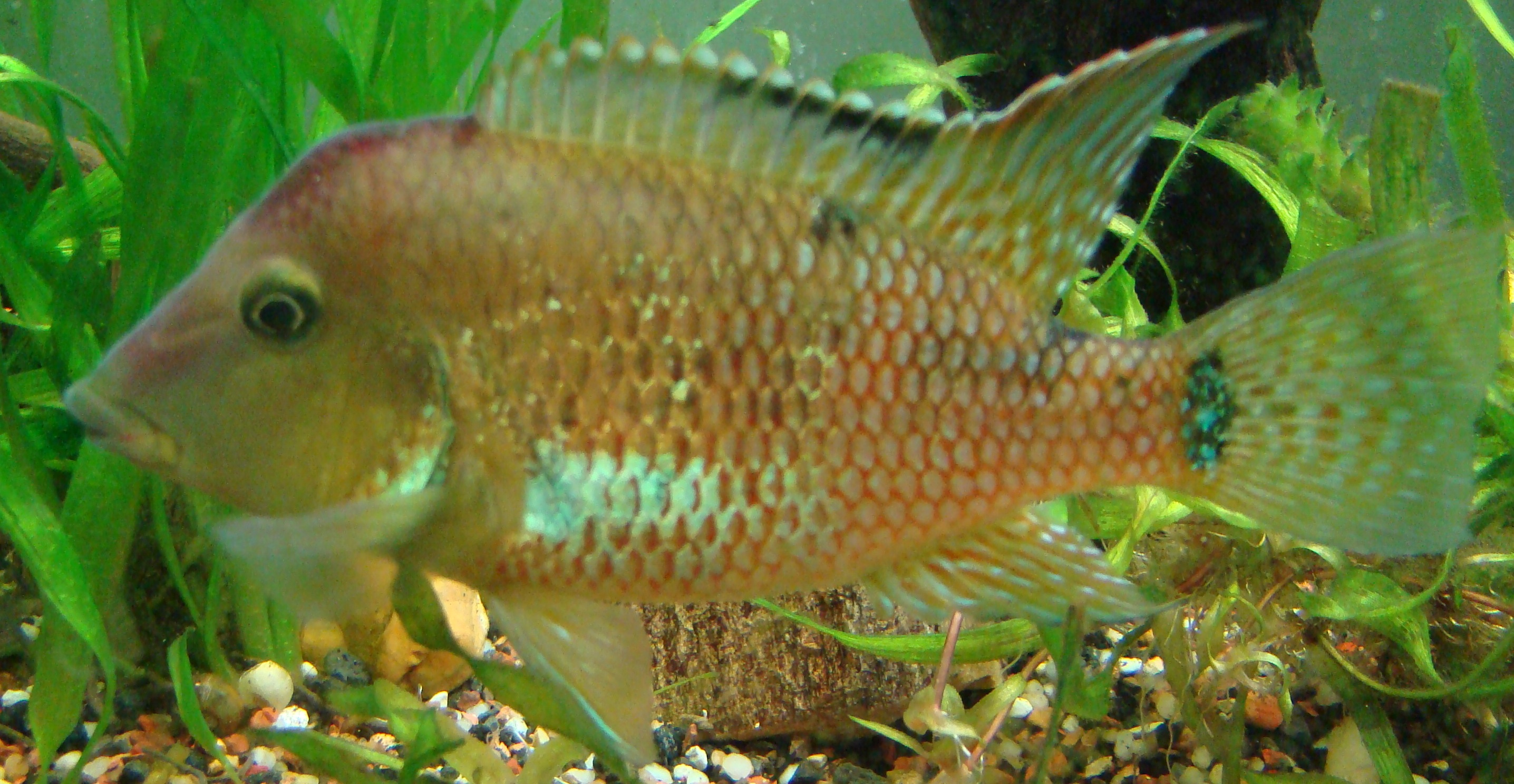
Geophagus steindachneri

- Gasteropelecus maculatus
- Geophagus steindachneri
- Gephyrocharax martae
- Gilbertolus alatus
- Gymnotus ardilai[2]

## H

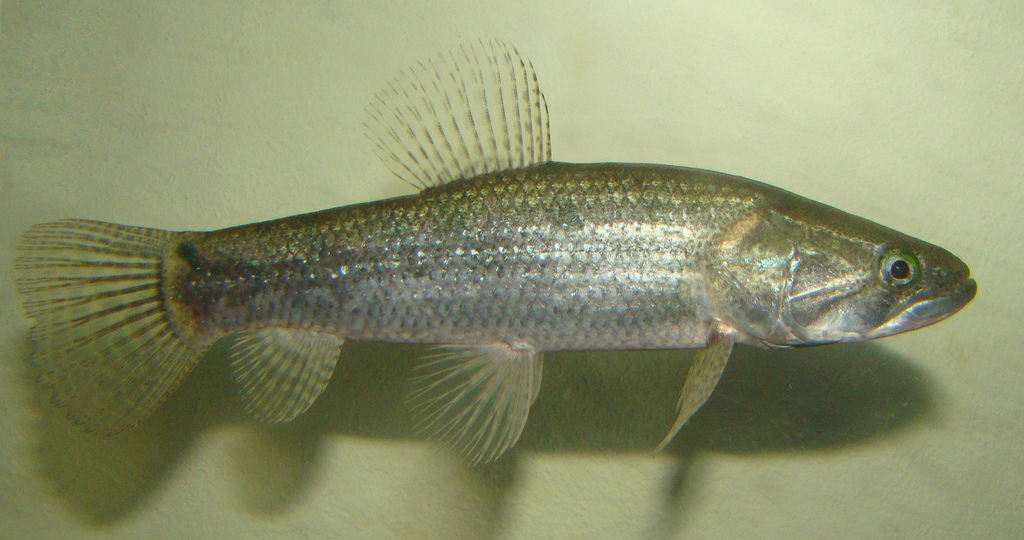
Hoplias malabaricus

- Hemibrycon brevispini
- Hemibrycon cairoense
- Hemibrycon decurrens
- Hemibrycon paez
- Hemibrycon quindos
- Hemibrycon raqueliae
- Hemibrycon virolinica
- Hemibrycon yacopiae
- Hoplerythrinus unitaeniatus
- Hoplias malabaricus
- Hoplosternum magdalenae
- Hyphessobrycon panamensis
- Hyphessobrycon proteus

## I
- Ichthyoelephas longirostris
- Imparfinis nemacheir

## L
- Lebiasina chucuriensis
- Lebiasina floridablancaensis
- Leporinus muyscorum
- Leptoancistrus cordobensis

## M
- Megalonema xanthum
- Mugil curema

## N
- Nanocheirodon insignis

## O

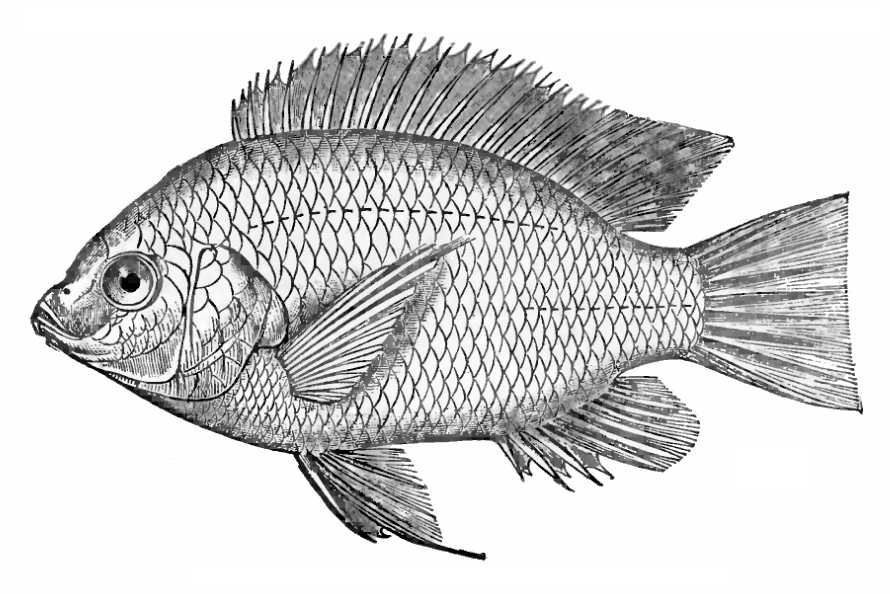
Oreochromis niloticus niloticus

- Oreochromis niloticus niloticus

## P

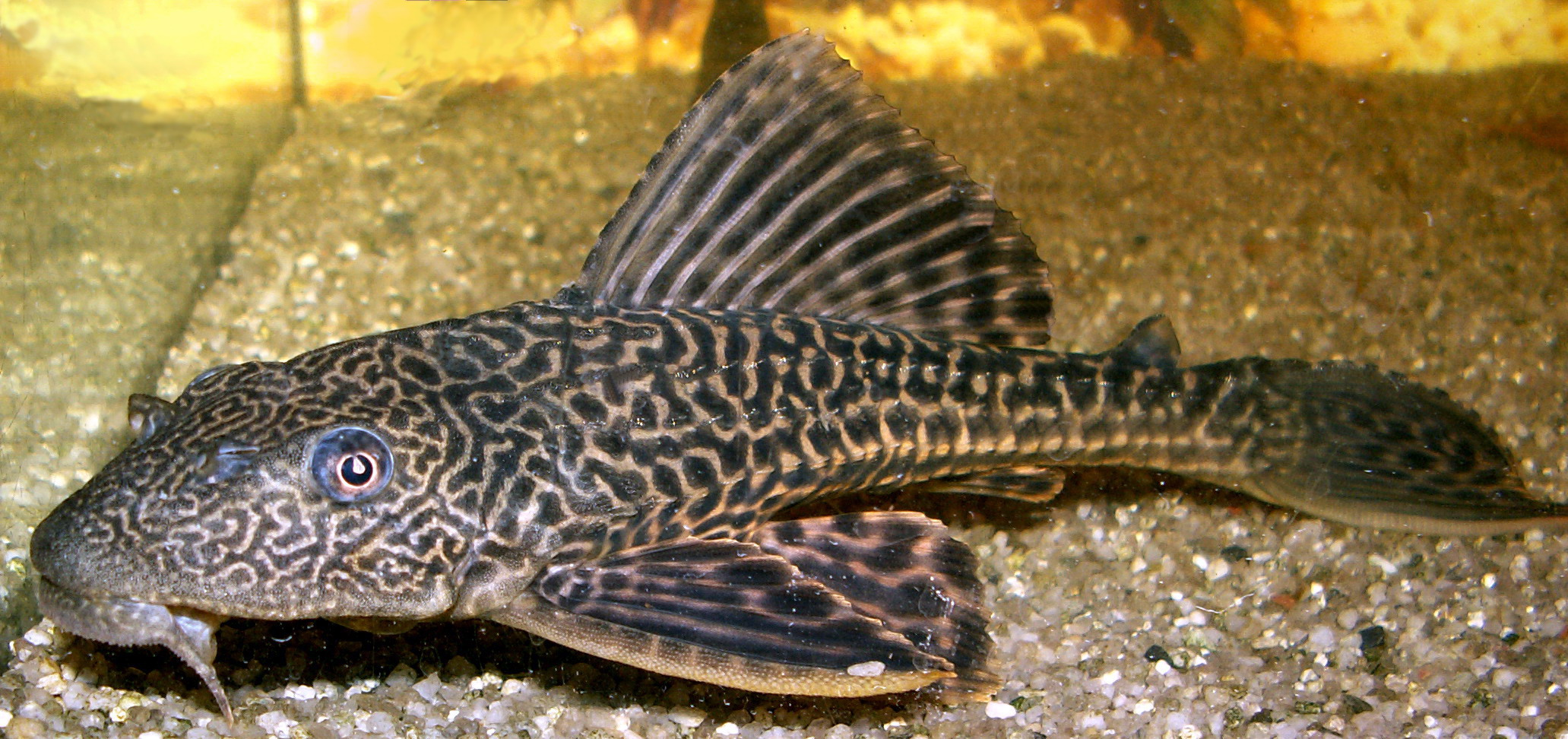
Pterygoplichthys multiradiatus

- Panaque cochliodon
- Paravandellia phaneronema
- Piabucina pleurotaenia
- Pimelodus grosskopfii
- Plagioscion surinamensis
- Poecilia caucana
- Potamotrygon magdalenae
- Pristis pristis
- Prochilodus magdalenae
- Pseudopimelodus schultzi
- Pseudoplatystoma magdaleniatum
- Pterygoplichthys multiradiatus

## R
- Rachovia brevis
- Rachovia hummelincki
- Rhamdia quelen
- Rineloricaria magdalenae
- Rivulus boehlkei
- Rivulus magdalenae
- Roeboides dayi

## S

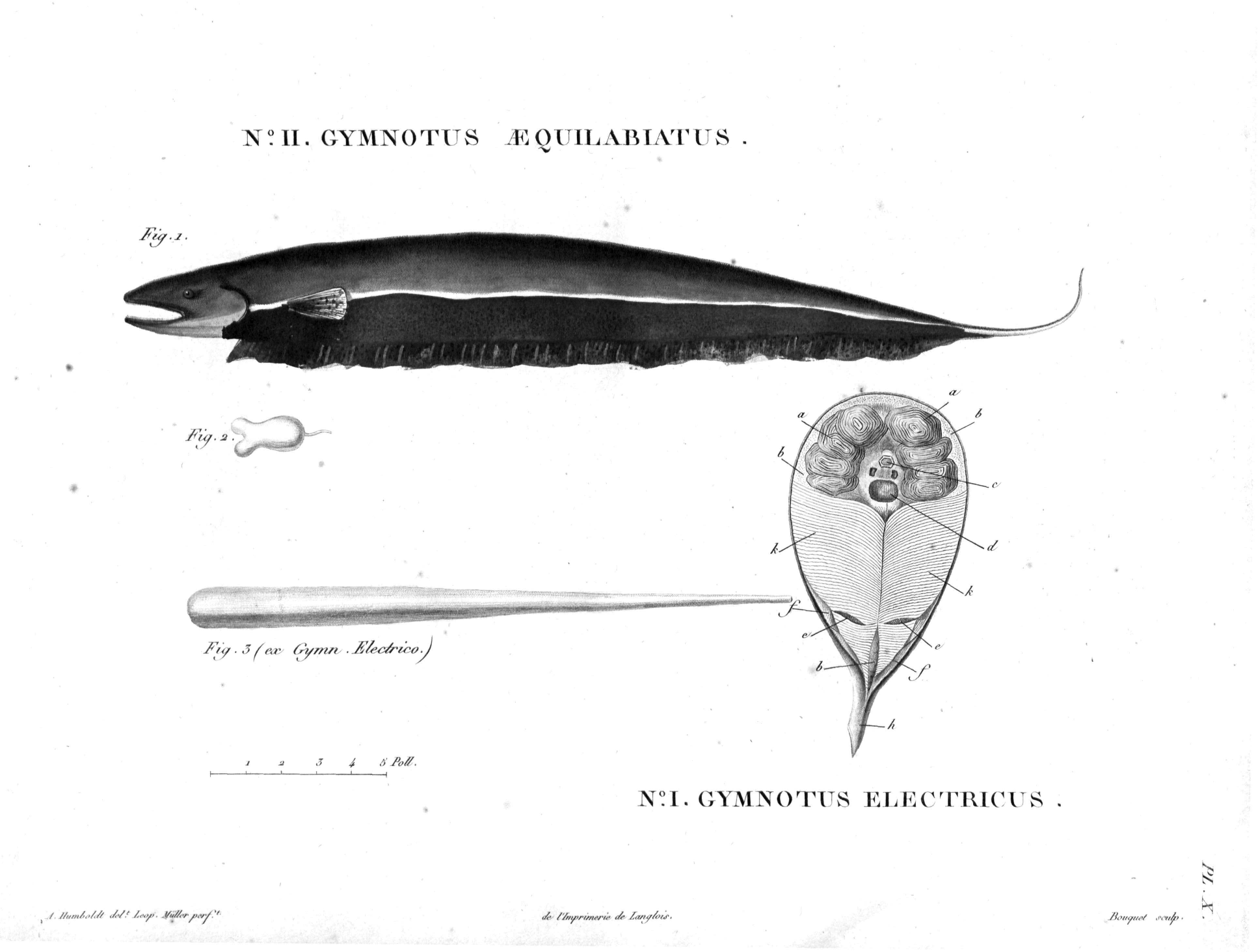
Sternopygus aequilabiatus

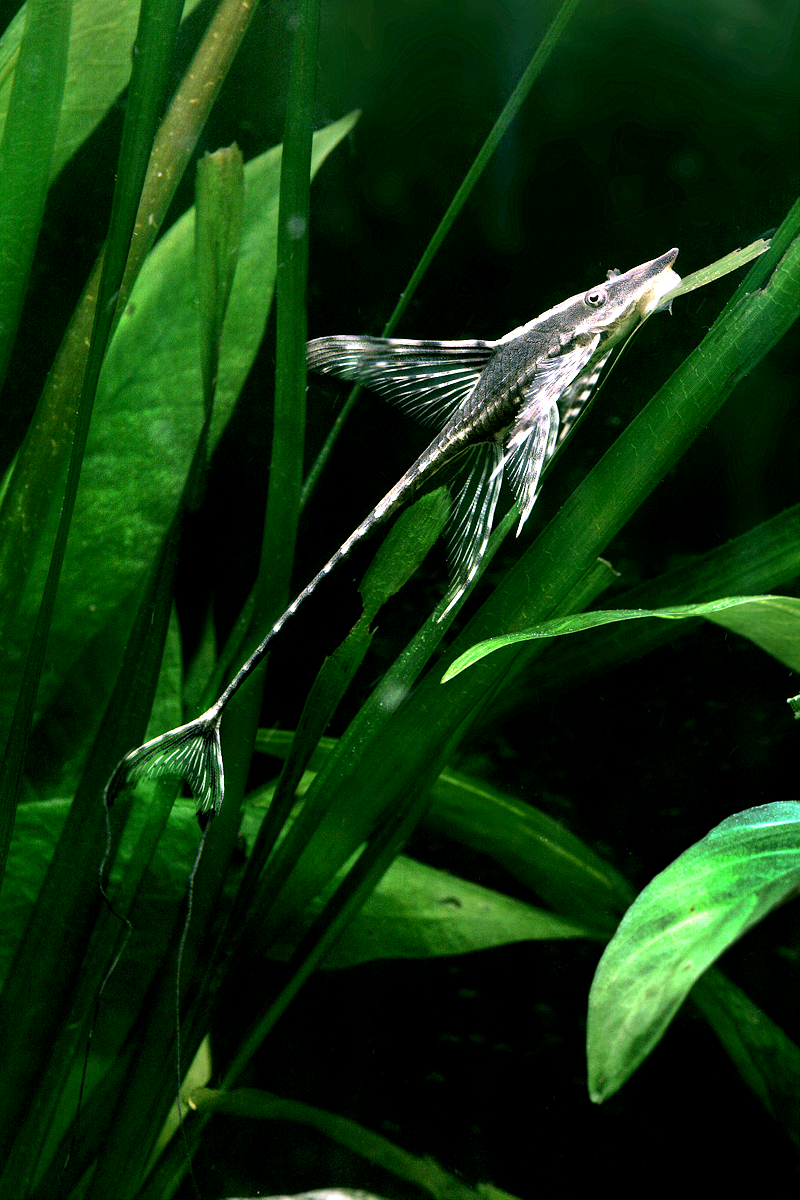
Sturisoma aureum

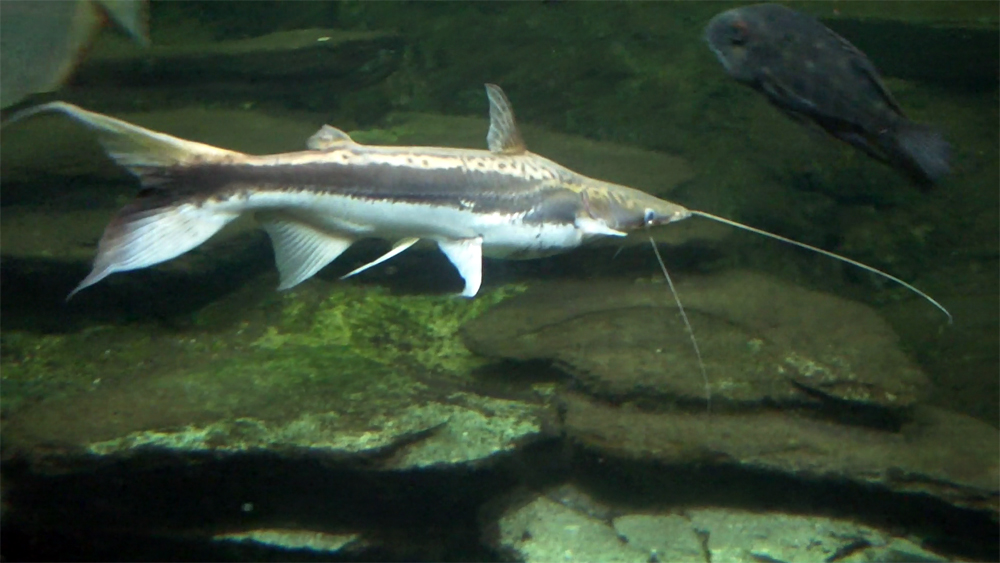
Sorubim lima

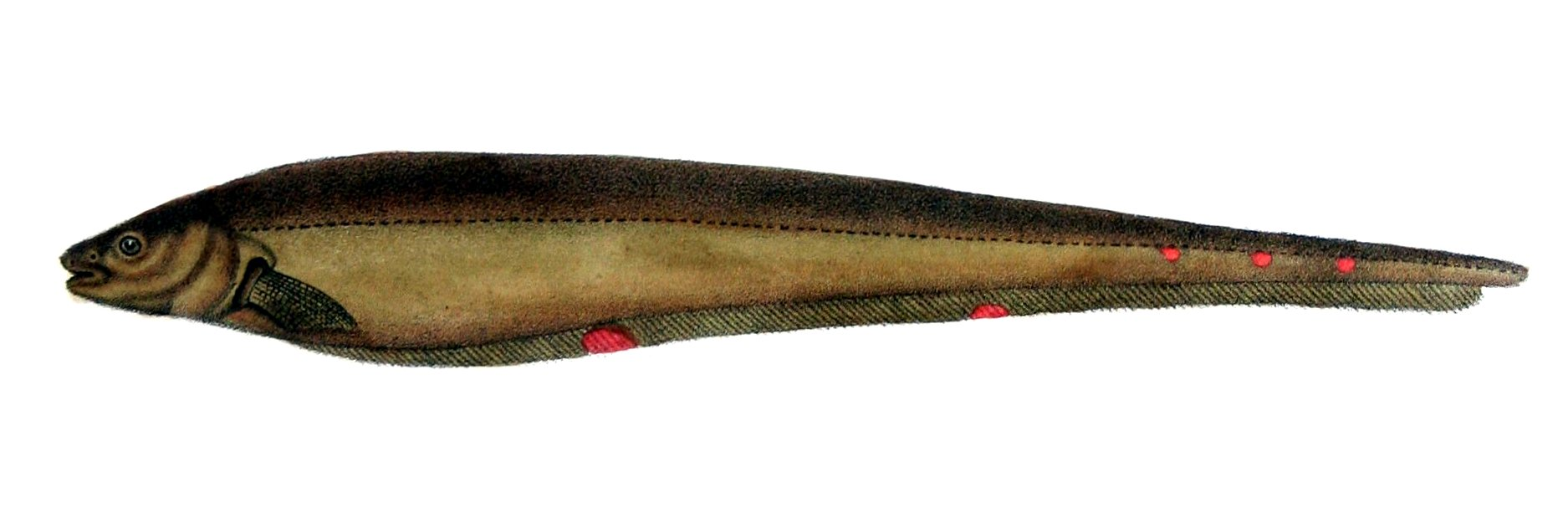
Sternopygus macrurus

- Saccoderma hastata
- Saccodon dariensis
- Salminus affinis
- Sorubim cuspicaudus
- Sorubim lima
- Spatuloricaria curvispina
- Spatuloricaria gymnogaster
- Sternopygus aequilabiatus
- Sternopygus macrurus
- Sturisoma aureum
- Sturisomatichthys leightoni

## T
- Trachelyopterus insignis
- Trachelyopterus peloichthys
- Trichogaster pectoralis
- Triportheus magdalenae

## X
- Xyliphius magdalenae

## Z

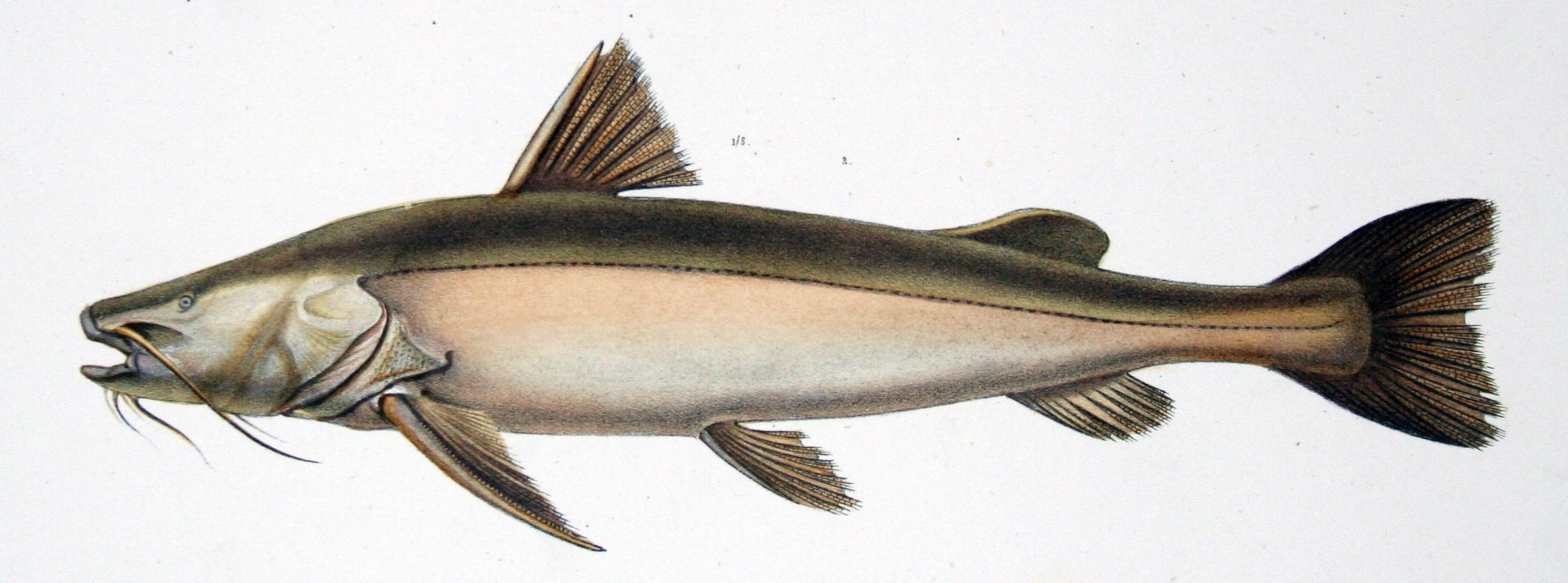
Zungaro zungaro

- Zungaro zungaro[3]